# 列福
列福（れっぷく、ラテン語: Beatificatio、英語: Beatification）は、キリスト教、カトリック教会において徳と聖性が認められ、聖人（羅: Sanctus、西: Santo）に次ぐ福者（羅: Beatus、西: Beato）の地位に上げられることをいう。

## 列福まで
現在のカトリック教会では、列福はローマ教皇庁によって行われる。生前、その生き方において、聖性を示していたと思われる人物は死後、申請が行われることによって列福調査が始められることがある。列福されるには、まず当該人物の生活した地域の司教による調査が行われ、そこで徳と聖性が認められることでローマ教皇庁の列聖省に資料が送られ、そこで2度目の調査・審議が行われる。また、列福においては、1831年の教会法改正以降、その人物の取次ぎによる最低1つの奇跡（超自然的現象）が必要とされるが、殉教者である場合はその限りではない。
厳しい審査を終えて、教会において福者の位置に加えるのがふさわしいと判断されると、バチカンのサン・ピエトロ大聖堂において列福が宣言される。通常、列福式はバチカンで行われる。例外的に、初めてバチカン以外で行われた列福式は1981年にフィリピンのマニラで行われたフィリピン人初の福者（のちに聖人）であるロレンソ・ルイスの列福式であった。ルイスは16世紀に日本で殉教した。
すべての福者はその記念日をもっており、通常は命日がそれにあたる。場合によっては、さらに列聖調査が行われ、聖人に列せられることもある。
中世において、一部の列福は司教の権限で行われることもあった。その中には今日の基準からすれば問題のあるものも少なくない。たとえばカール大帝は宮廷付司教によって死後すぐに列福されたが、その後、彼が列聖されることはなかったし、福者としての崇敬もほとんど行われてこなかった。現在、アーヘンとオスナブリュックでは、カール大帝を記念するミサを行う許可が与えられてはいるものの、「福者」と呼ばれることはない。
なお正教会において、表現上「福者」と類似する「福（さいわい）なる」「福（ふく）」（Blessed）は聖人の称号の一つであり、混同されるべきではない。

## 日本における列福式
日本における列福式は2例ある。
- 2008年11月24日、日本初の列福式が長崎県長崎市の長崎県営野球場で行われ、ペトロ岐部のほか、江戸時代に日本各地で殉教した計188人が福者となった（ペトロ岐部と187殉教者）。
- 2017年2月7日、大阪府大阪市の大阪城ホールで、キリシタン大名の高山右近の列福式が行われ、右近が福者に列せられた。